# Batalha de Mactán
A Batalha de Mactán (Cebuano: Gubat sa Mactan; Filipino: Labanan sa Mactan; Espanhol: Batalla de Mactán) foi um violento confronto travado no arquipélago das Filipinas em 27 de abril de 1521. Os guerreiros de Lapu-Lapu, um dos datus de Mactán, dominaram e derrotaram uma força espanhola lutando por Rajah Humabon de Cebu sob o comando do explorador português Fernão de Magalhães, que foi morto na batalha. O desfecho resultou na saída da tripulação espanhola do arquipélago das Filipinas.

## Contexto
A expedição de Magalhães havia deixado a Espanha em agosto de 1519 em uma missão para encontrar uma rota para o oeste até as Molucas, em busca de especiarias. Em 16 de março de 1521 (calendário juliano), Magalhães avistou as montanhas do que hoje é Samar, uma ilha do arquipélago filipino. Este evento marcou a chegada dos primeiros europeus documentados às Filipinas. No dia seguinte, Magalhães ordenou a seus homens que ancorassem seus navios na costa da Ilha Homonhon.
Lá, Magalhães fez amizade com Rajah Kolambu e Rajah Siagu, este último rei de Limasawa, que o guiou até Cebu. Lá ele conheceu Rajah Humabon, o Rajah de Cebu. Então, Humabon e sua rainha foram batizados na fé católica, tomando os nomes cristãos Carlos, em homenagem ao rei Carlos da Espanha, e Juana, em homenagem à mãe do rei Carlos. Para comemorar este evento, Magalhães deu à Juana o Santo Niño, uma imagem do menino Jesus, como símbolo de sua nova aliança, e celebrou sua primeira missa na costa.
Como resultado da influência de Magalhães sobre Humabon, uma ordem foi emitida para cada um dos chefes próximos, para fornecerem suprimentos de comida para os navios e se converterem ao cristianismo. A maioria dos chefes obedeceu. Datu Lapu-Lapu, um dos dois chefes da ilha de Mactán, foi o único a se opor: recusou-se a aceitar a autoridade de Humabon nesses assuntos. Essa oposição provou ser influente. Antonio Pigafetta, cronista da viagem de Magalhães, escreveu que Zula, o outro chefe da ilha, enviou um de seus filhos a Magalhães com presentes, mas Lapu-Lapu impediu a viagem e se recusou a jurar fidelidade à Espanha.

## A batalha
Ao atracar, a pequena força de Magalhães foi imediatamente atacada pelos nativos com uma pesada barragem de armas de longo alcance, consistindo de flechas, lanças com pontas de ferro, bastões endurecidos pelo fogo e até pedras. Os indígenas cercaram o grupo de desembarque de Magalhães, atacando pela frente e pelos dois flancos. A pesada armadura dos espanhóis os protegeu amplamente dessa barragem, infligindo apenas um punhado de mortes aos europeus, fato fortemente desmoralizante para os espanhóis.
Os mosqueteiros e os bestais atracados tentaram dar apoio, disparando dos barcos. Embora a armadura leve e os escudos dos nativos não fossem páreos às armas de fogo europeias, a barragem teve pouco efeito, pois estava a disparar de uma distância longa e os nativos evitavam-nas facilmente. Devido à mesma distância, Magalhães não podia ordenar-lhes que parassem e guardassem as suas munições, e os mosqueteiros continuariam a disparar durante meia hora até as suas munições se esgotarem.
Magalhães, esperando amenizar o ataque, incendiou algumas das ocas, mas isso apenas enfureceu os nativos. Magalhães foi finalmente atingido por uma flecha envenenada em suas pernas sem armadura, momento em que os nativos levaram os europeus para um combate corpo a corpo.
Muitos dos guerreiros atacaram especificamente Magalhães. Na luta, ele foi ferido no braço por uma lança e na perna por uma grande espada. Aqueles que ficaram ao lado dele foram facilmente dominados e mortos, enquanto os outros que tentaram ajudá-lo foram cortados por lanças e espadas. Com esta vantagem, as tropas de Lapu-Lapu finalmente dominaram e mataram Magalhães. Pigafetta e alguns outros conseguiram escapar.
De acordo com Pigafetta, vários dos homens de Magalhães foram mortos em batalha, e vários nativos convertidos ao catolicismo que vieram em seu auxílio foram imediatamente mortos pelos guerreiros.
Os aliados de Magalhães, Humabon e Zula, disseram não ter participado da batalha, por ordem do próprio Fernão. Eles observaram de longe.

### De tradução
- Este artigo foi inicialmente traduzido, total ou parcialmente, do artigo da Wikipédia em inglês cujo título é «Battle of Mactan».